# Sornoer Kanal

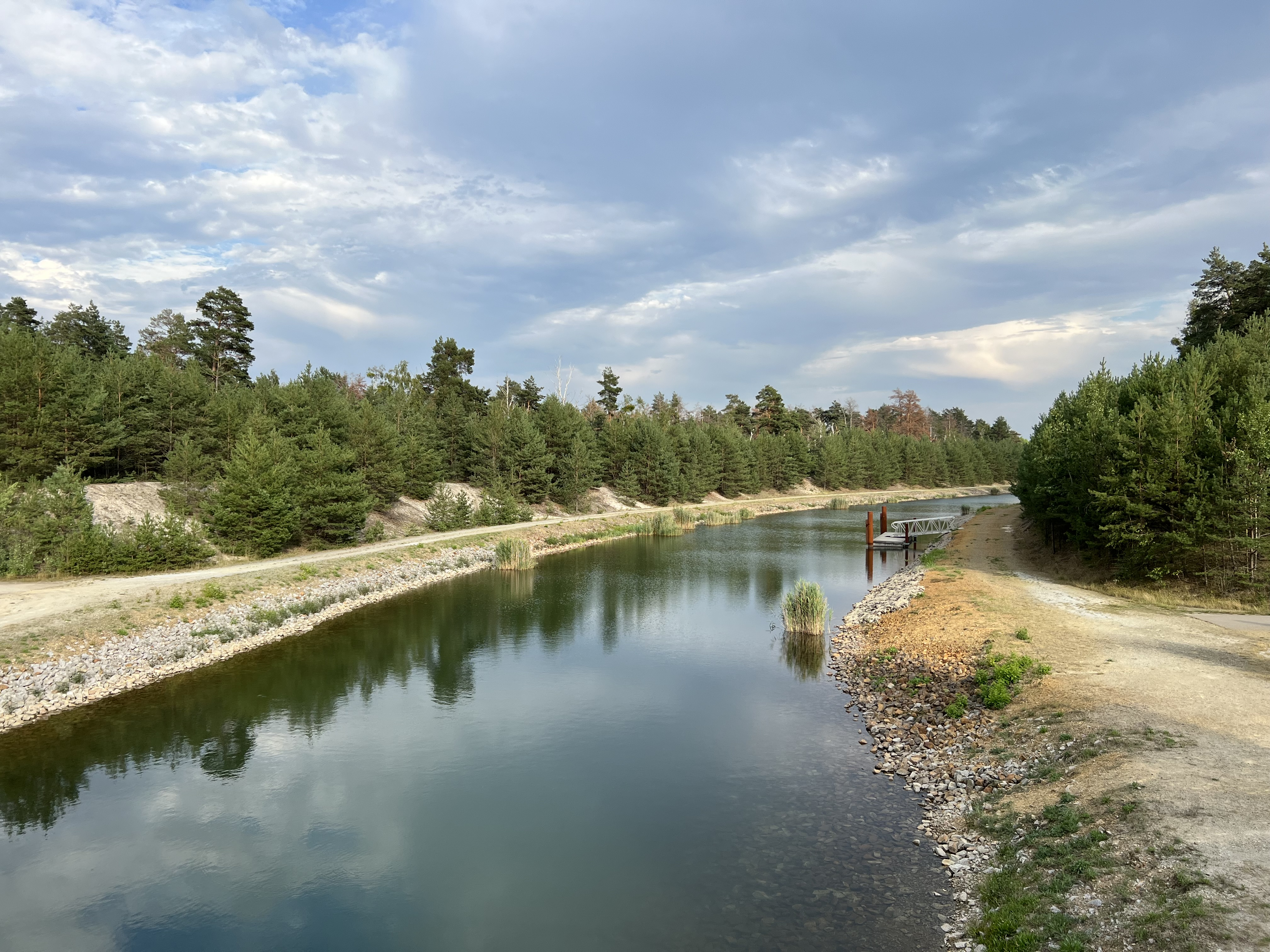
Sornoer Kanal (2023)

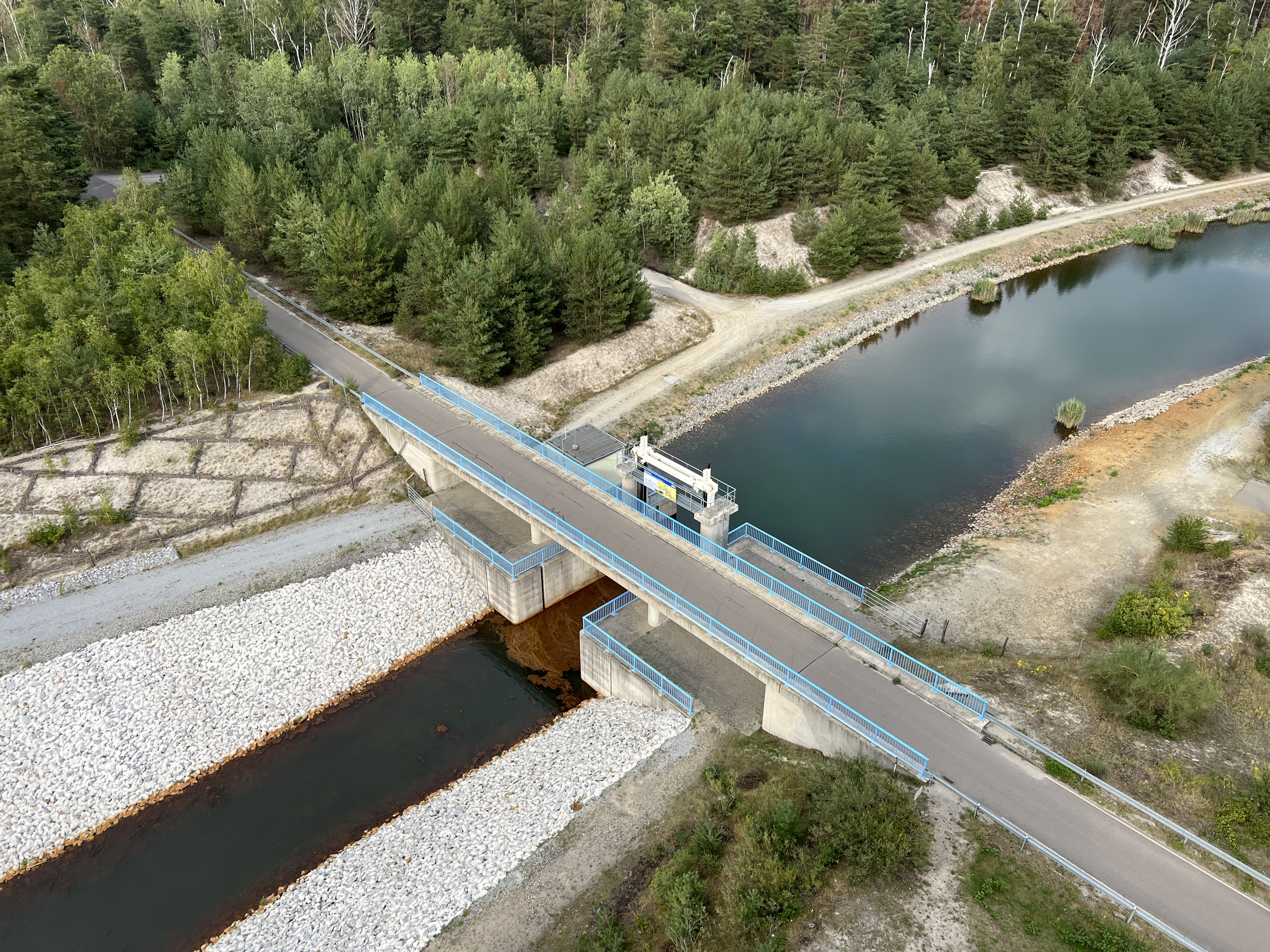
Einlaufbauwerk vom Rostigen Nagel aus gesehen (2023)

Der Sornoer Kanal (Überleiter 10), auch als Ableiter Geierswalder See bezeichnet, ist eine künstliche schiffbare Wasserstraße im Landkreis Oberspreewald-Lausitz im Süden des Landes Brandenburg und im Landkreis Bautzen im Nordosten des Freistaates Sachsen. Der Kanal liegt bei Kleinkoschen, einem Ortsteil der Stadt Senftenberg. Er verbindet im Lausitzer Seenland die zwei aus ehemaligen Braunkohletagebauen entstandenen Seen, den Geierswalder See und den Sedlitzer See. Der 1250 Meter lange Kanal verläuft vom Nordufer des Geierswalder zum südöstlichen Ufer des Sedlitzer Sees. Der Name des Kanals erinnert an den im Jahre 1971 durch den Tagebau Sedlitz devastierten Ort Sorno. Der ehemalige Tagebau Sedlitz wird derzeit geflutet, aus ihm entsteht der Sedlitzer See.
Der erste Spatenstich war am 14. September 2004, eingeweiht wurde der Kanal am 5. Januar 2006.

## Zweck
Neben der touristischen Aufgabe dient der Kanal der Regulierung des Wasserhaushalts der Region. Insgesamt sollen die Wassermengenbilanz wiederhergestellt und die Abflussverhältnisse aus der Restlochkette der Bergbaufolgeregion in die Vorfluter Schwarze Elster und Rainitza gesichert werden. Die Seen lassen sich durch die Anlage des Kanals einfacher und schneller fluten, eine Flutung mit aufgehendem Grundwasser hätte mehrere Jahrzehnte gedauert. Eine Wellenerosion findet so nur in geringem Umfang statt.
Am Kanal befindet sich ein Doppelschütz-Wehr. An dieser Stelle wird er durch einen Radwanderweg, einen ehemaligen Wirtschaftsweg der Lausitzer und Mitteldeutschen Bergbau-Verwaltungsgesellschaft (LMBV) überquert.
Die Sohlbreite des Kanals beträgt vier Meter, die Wasserkapazität fünf Kubikmeter pro Sekunde. Die Brücke hat eine Länge von 29,7 Metern und eine lichte Weite von sechs Metern.
Ausgeführt wurden die Arbeiten im Auftrag der LMBV. Die Kosten für den Sornoer Kanal betrugen gemeinsam mit der Anlage des Rosendorfer Kanals, der Sedlitzer und Partwitzer See verbindet, rund vier Millionen Euro.

## Rostiger Nagel

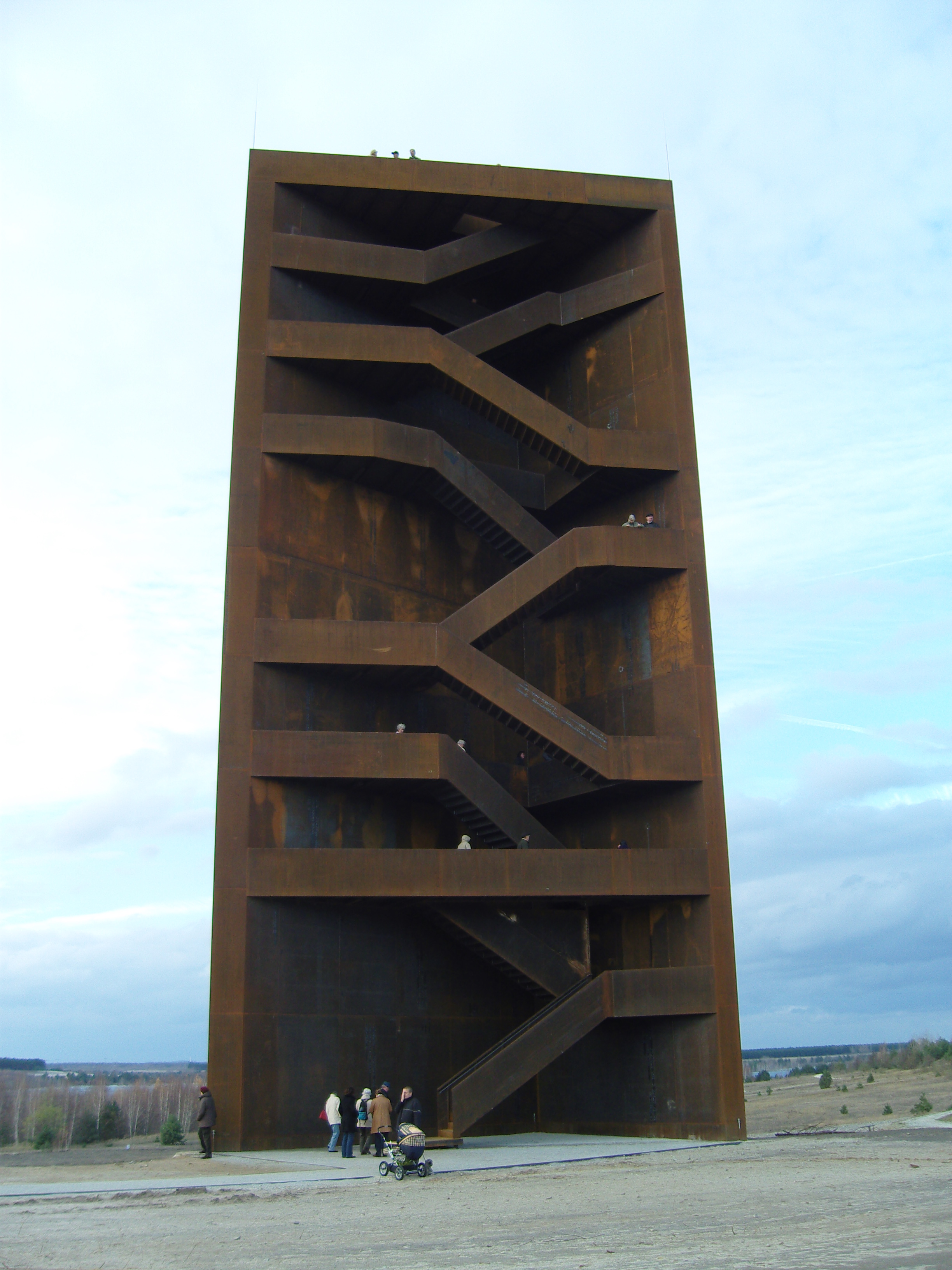
Rostiger Nagel

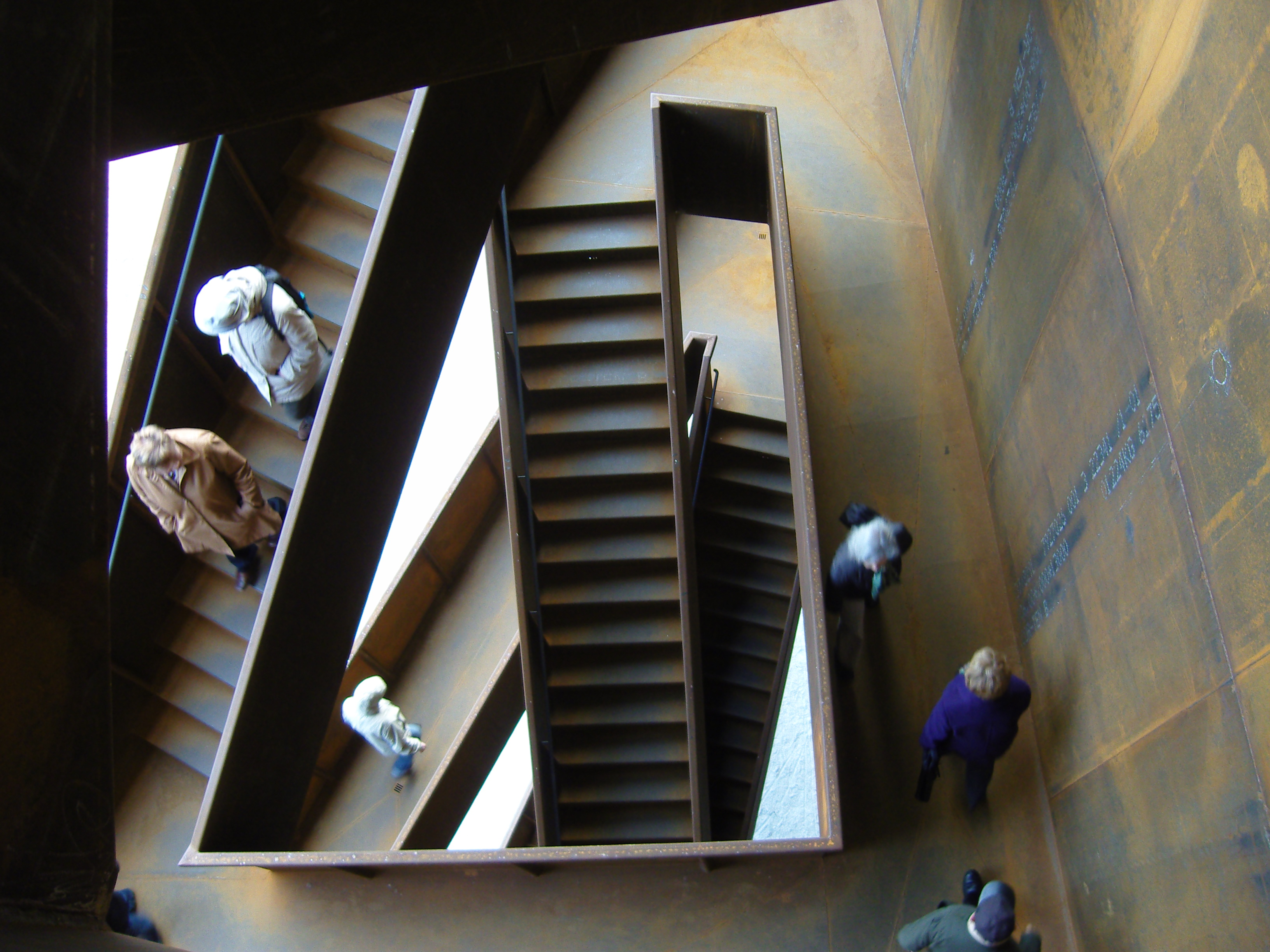
Einige der 162 Stufen im Turm

An der Einmündung zum Sedlitzer See wurde im Rahmen des Themenjahres „Seensucht Lausitz“ der Internationalen Bauausstellung Fürst-Pückler-Land die etwa 30 Meter hohe Landmarke Lausitzer Seenland, der sogenannte Rostige Nagel (Lage), erbaut. Dabei handelt es sich um einen Aussichtsturm aus 111 Tonnen Cortenstahl. Am 23. Oktober 2008 wurde der Turm nach 70 Tagen Bauzeit freigegeben, die Baukosten beliefen sich zuletzt auf rund 1,25 Millionen Euro. Der Entwurf stammt vom Münchner Architekten Stefan Giers und wurde 2010 mit dem Sonderpreis bei der Verleihung des Preises des Deutschen Stahlbaues ausgezeichnet.
Wegen der vollständig fehlenden Barrierefreiheit, obwohl diese eindeutig gesetzlich vorgeschrieben ist, wurde der Turm im Jahr 2009 mit dem Negativpreis „Betonkopf“ ausgezeichnet.